# Nicolas de Suède
Le prince  Nicolas de Suède, duc d'Ångermanland, né  le 15 juin 2015 à l'hôpital de Danderyd non loin de Stockholm, est le second enfant de la princesse Madeleine de Suède, duchesse de Hälsingland et de Gästrikland, et de son époux Christopher O’Neill.

## Biographie

### Annonce
Le 19 décembre 2014, la princesse Madeleine de Suède annonce qu'elle est enceinte de son deuxième enfant dont la naissance est prévue pour le début de l'été 2015,. 

### Naissance
Le prince Nicolas Paul Gustaf, prince de Suède, duc d'Ångermanland, naît le 15 juin 2015 à 13 h 45, à l'hôpital de Danderyd non loin de Stockholm,. Il a une sœur aînée, la princesse Leonore, duchesse de Gotland, née le 20 février 2014, et une sœur cadette, la princesse Adrienne, duchesse de Blekinge, née le 9 mars 2018.
21 coups de canons sont tirés en l'honneur de la naissance de Nicolas à Stockholm, puis à Göteborg, à Härnösand, à Karlskrona et également à Boden.

### Baptême
Le baptême a été célébré le 11 octobre 2015 à la chapelle du château de Drottningholm.
À cette occasion le roi Charles XVI Gustave son grand-père lui a remis l'ordre des Séraphins.
Ses parrains et marraines sont :
- Carl Philip de Suède, frère de la princesse Madeleine de Suède
- Katarina Von Horn, amie de la princesse Madeleine de Suède
- Gustaf Magnuson, fils de la princesse Christina de Suède
- Natascha Abensperg et Traun, sœur de Christopher O'Neill
- Henry d'Abo, beau-frère de Christopher O'Neill
- Marco Wajselfisz

### Prénoms et titre
Le 17 juin 2015, son grand-père maternel le roi Charles XVI Gustave annonce au gouvernement ses prénoms et titres,. 
Le choix du prénom du prince Nicolas est particulièrement inhabituel, car même si les Suédois ont pour habitude d’utiliser la forme de Niklas, le pays recense malgré cela peu de Nicolas. Les deux autres prénoms du prince Nicolas, à savoir Paul et Gustaf (sv), sont respectivement portés par ses grands-pères, Paul Cesario O'Neill et le roi.

### Rôle monarchique
À la suite d'une décision du roi Charles XVI Gustave du 7 octobre 2019, les enfants de la princesse Madeleine n'appartiennent plus à la « maison royale » et perdent leur traitement d'altesse royale. Bien qu'il fasse toujours partie de la famille royale et qu'il conserve son titre de prince, Nicolas est ainsi considéré comme une personne privée et n'est pas destiné à assumer des missions officielles au nom de la Couronne. Il n'aura aucune restriction sur son emploi futur et ses frais de subsistance ne seront pas couverts par les crédits du Parlement.

## Titulature

Monogramme du Prince Nicolas.

- 17 juin 2015 - 7 octobre 2019 : Son Altesse Royale le prince Nicolas de Suède, duc d'Ångermanland (naissance) ;
- Depuis le 7 octobre 2019 : Prince Nicolas de Suède, duc d'Ångermanland[11].

## Armes
Les armoiries du prince sont les suivantes :
| Blason | Blasonnement : Écartelé : à la croix pattée d'or, qui est la croix de Saint-Eric, cantonnée en 1 et 4, d'azur à trois couronnes d'or posées 2 et 1 (qui est de Suède moderne), en 2, d'azur, à trois barres ondées d'argent, au lion couronné d'or armé et lampassé de gueules, brochant sur le tout (qui est de Suède ancien), en 3, d'azur, a trois saumons d'argent orés et mitraillés de gueules nageant l'un sur l'autre, le second étant contourné (Ångermanland), sur-le-tout de Vasa (tiercé en bande d'azur, d'argent et de gueules à la gerbe d'or brochant) et de Pontecorvo (d'azur, au pont à trois arches d'argent, sur une rivière de même, ombrée d'azur, et supportant deux tours du second ; le tout surmonté d'une aigle contournée au vol abaissé, becquée et membrée d'or empiétant un foudre de même accompagné en chef de sept étoiles d'or aussi rangées en forme de la constellation de la Grande Ourse (de Bernadotte)). |

## Ordre de succession au trône suédois
Premier petit-fils du roi de Suède, Charles XVI Gustave, le prince Nicolas est onzième dans l'ordre de succession au trône suédois, après sa tante, la princesse héritière Victoria, sa cousine, la princesse Estelle, son cousin, le prince Oscar, son oncle, le prince Carl Philip, ses cousins les princes Alexander, Gabriel et Julian, sa cousine, la princesse Ines, sa mère, la princesse Madeleine et sa sœur, la princesse Leonore. Comme descendant de la reine Victoria, il apparaît dans l'ordre de succession au trône britannique, au-delà de la 200e place.